# Transport urbain par câble

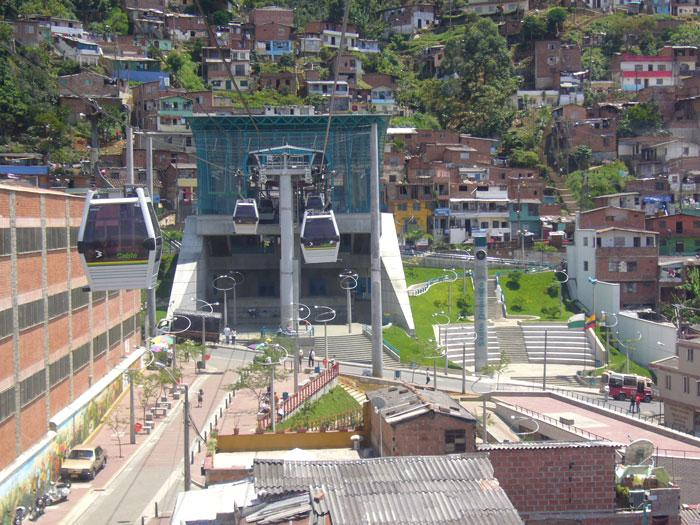
Metrocable de Medellín

Les moyens de transport urbain par câble sont l'ensemble des systèmes ayant recours au câble pour assurer la traction de véhicules en ville. Il en existe plusieurs : les funiculaires, les téléphériques, les tramways à traction par câble ainsi que les navettes automatiques à câbles.
La télécabine ou téléphérique se développe en milieu urbain sud-américain à la suite du succès du Metrocable de Medellín. Il existe aussi trois installations récentes en Algérie. Mais les téléphériques urbains sont relativement anciens puisque le téléphérique de la Bastille à Grenoble a été mis en service en 1934 et ceux du Pain de Sucre de Rio de Janeiro en 1912 et 1913, bien que la vocation de ces installations ne soit pas le transport des citadins, mais la desserte d'un site touristique.
La majorité des installations ont été réalisées pour répondre à des conditions géographiques particulières telles que traversées de fleuve, accès à des îles, coupures urbaines majeures (autoroute, voie ferrée, grand site industriel) ou dénivelées importantes.
Cependant, indépendamment de contraintes spécifiques, les transports par câble ont des mérites propres (faible emprise au sol, chantiers rapides et moins complexes que pour d'autres infrastructures de transport, coût moindre, coût énergétique par passager réduit) et il y a des installations en projet partout dans le monde qui ne répondent pas forcément à des problèmes géographiques particuliers.

## Origines et développement des différents modes de transport par câble
Le développement des câbles de tractions permet celui de différents types de transport par câbles. En effet, se développe dans un premier temps le funiculaire qui va se propager avec la révolution industrielle et qui va servir comme mode de transport urbain comme à Lyon où apparait la première ligne de ce type en 1862.
En 1873, à San Francisco, sont déployés les premiers tramways à traction par câble, les Cable Cars, qui constituent les ancêtres des remontées mécaniques débrayables.
Les remontées mécaniques de type téléporté, originellement conçues pour les stations de ski, sont ensuite adaptées au transport urbain et apparaissent durant le XXe siècle notamment durant sa seconde moitié. Elles suscitent un fort engouement depuis les années 2010 avec le développement de nombreux réseaux de télécabines urbaines comme à Medellin, ce mode de transport étant particulièrement adapté au franchissement de forts dénivelés. Plus récemment, en France, plusieurs projets de télécabines urbaines apparaissent comme en région parisienne avec le Câble 1, à Lyon, à Bordeaux, à Nice, à Vitrolles ou encore à Ajaccio.
Il se développe également un autre type d'appareil, le navette automatique, techniquement proche du funiculaire mais circulant généralement sur des terrains peu pentus et qui permet des déplacements de courte distance. Ainsi, le Poma 2000 circule à Laon jusqu'en 2016 tandis que le People-mover de Venise est mis en service en 2010. Il existe également des ascenseurs inclinés, version plus légère du funiculaire et comme par exemple le funiculaire de Montmartre.

## Particularités liées au transport urbain
Le matériel utilisé est proche de celui qui existe pour les transports en montagne, il faut cependant prévoir des opérations de nuit avec un éclairage des cabines et un système de télécommunication.
Certaines installations sont parfois redondantes, avec les deux sens de lignes opérées par des machineries séparées. Elles permettent un service réduit en cas de défaillance d'une des lignes.
Les stations ont toutes un personnel permanent de surveillance chargé d'assurer la sécurité.
Les installations de Medellín et de Caracas, d'une capacité de 3000 personnes par heure et par direction, ont montré la faisabilité technique d'un débit de 6000 passagers par heure et par direction.
La vitesse maximum va de 16 km/h (Metrocable) à 25 km/h (télécabine de Saint-Domingue).

## Avantages et inconvénients
Les transports par câbles en milieu urbain présentent plusieurs avantages et inconvénients.
En effet, le transport par câble permet le franchissement de forts dénivelés, de cours d'eau, d'autoroutes ou de voies de chemin de fer et permet ainsi de traverser des zones à la géographie complexe au sein d'une ville. Le mode télécabine permet également un délai d'attente très court pour les passagers, généralement inférieur à une minute. Son coût est généralement relativement faible par rapport à d'autres modes de transport comme le métro et les travaux peuvent se faire en un temps assez limité. De plus, l'impact écologique est faible car ces systèmes n'exigent pas de grandes quantités d'énergie et leur emprise au sol est très réduite. Enfin, le transport par câble peut également avoir un intérêt touristique car il peut permettre le survol de la ville et donc proposer des points de vue sur le paysage.
Cependant, ce type de transport provoque un assez fort impact visuel dans le paysage et peut déranger les habitants vivant à proximité de la ligne par le bruit éventuel par du passage des cabines au droit des pylônes et par la possible perte d'intimité que provoquerait la vue depuis les cabines. Il est ainsi soumis à des règlementations assez strictes en milieu urbain. Il est aussi assez sensible aux conditions météorologiques telles que le vent ou le givre,.

## Installations existantes
| Nom                                    | Ville                    | Pays        | Type                       | Longueur | Nombre de stations | Capacité                  | Vitesse                         | Particularités | Année                                              | Constructeur                        |
| -------------------------------------- | ------------------------ | ----------- | -------------------------- | -------- | ------------------ | ------------------------- | ------------------------------- | --- | -------------------------------------------------- | ----------------------------------- |
| Rheinseilbahn (Coblence)               | Coblence                 | Allemagne   | Téléphérique 3S            | 0,85 km  | 2 stations         | 3800 pphpd                | 16 km/h                         | Traversée de fleuve | 2010                                               | Doppelmayr                          |
| Métro de Serfaus                       | Tyrol                    | Autriche    | Navette sur coussins d'air | 1,28 km  | 4 stations         | 3000 pphpd                | 40 km/h                         | Traversée de village de montagne pour desserte de station de ski                                                                              | 1985                                               | Swoboda puis Sigma (Leitner)        |
| Mi teleférico                          | La Paz - El Alto         | Bolivie     | Télécabine débrayable      | 30,6 km  | 36 stations        | 2000-4000 pphpd           | 18-21,6 km/h                    | Traversée de la ville | 2014-2019                                          | Doppelmayr                          |
| Téléphérique de la citadelle de Namur  | Namur                    | Belgique    | Télécabine pulsée          |          | 2 stations         | 380 pphpd                 |                                 | Réinstallation de l'Ancien téléphérique de Namur                                                                                              | 2021                                               | Poma et Franki                      |
| Teleférico do alemão (pt)              | Rio de Janeiro           | Brésil      | Télécabine débrayable      | 3,5 km   | 6 stations         | 3000 pphpd                | 16 km/h                         | | 2011                                               | Poma                                |
| Metrocable                             | Caracas                  | Venezuela   | Télécabine débrayable      | 6,6 km   | 7 stations         | 3000 pphpd                | 16 km/h                         | | 2010-2012                                          | Doppelmayr                          |
| Metrocable                             | Medellín                 | Colombie    | Télécabine débrayable      | 11,3 km  | 16 stations        | 1200-4000 pphpd           | 18–21,6 km/h                    | Important dénivelé | 2004                                               | Poma                                |
| Transmicable                           | Bogotá                   | Colombie    | Télécabine débrayable      | 3,3 km   | 4 stations         | 3 600 personnes par heure | 19,8 km/h                       | Autonome en énergie durant 5 à 6h grâce à deux panneaux solaires sur chaque cabine.                                                           | 2018                                               | Cable Móvil                         |
| Megacable                              | Pereira                  | Colombie    | Télécabine débrayable      | 3,4 km   | 4 stations         | 1400 pphpd                | 18 km/h                         | Important dénivelé | 2021                                               | Poma                                |
| Télécabine de Funchal                  | Funchal (île de Madère)  | Portugal    | Télécabine débrayable      | 3,2 km   | 2 stations         | 800 pphpd                 | 18 km/h                         | Important dénivelé | 2000                                               | Doppelmayr                          |
| Télécabine de Constantine              | Constantine              | Algérie     | Télécabine débrayable      | 1,5 km   | 3 stations         | 2400 pphpd                | 22 km/h                         | Traversée de vallée | 2008                                               | Garaventa                           |
| Télécabine de Skikda                   | Skikda                   | Algérie     | Télécabine débrayable      | 2 km     | 3 stations         | 2000 pphpd                | 21,6 km/h                       | | 2009                                               | Garaventa                           |
| Télécabine de Tlemcen                  | Tlemcen                  | Algérie     | Télécabine débrayable      | 1,7 km   | 3 stations         | 1500 pphpd                | 21,6 km/h                       | Dénivelé | 2009                                               | Garaventa                           |
| Télécabine d'Annaba                    | Annaba                   | Algérie     | Télécabine débrayable      | 4 150 m  | 3 stations         | 807 pphpd                 | 14,4 km/h                       | Dénivelé | 1986                                               | Poma                                |
| Télécabine de Chréa                    | Blida                    | Algérie     | Télécabine débrayable      | 7070 m   | 3 stations         | 900 pphpd                 | 18 km/h                         | Dénivelé | 1984                                               | Poma                                |
| Télécabine de Tizi Ouzou               | Tizi Ouzou               | Algérie     | Télécabine débrayable      | 2 500 m  | 6 stations         |                           | 25 km/h                         | | 2020                                               | Poma                                |
| Téléphérique d'El Madania              | Wilaya d'Alger           | Algérie     | Téléphérique               | 220 m    | 2 stations         |                           |                                 | | 1956                                               | Poma                                |
| Téléphérique du Mémorial               | Wilaya d'Alger           | Algérie     | Téléphérique               | 260 m    | 2 stations         |                           |                                 | | 1987                                               | Poma                                |
| Téléphérique du Palais de la Culture   | Wilaya d'Alger           | Algérie     | Téléphérique               | 368 m    | 2 stations         |                           |                                 | | 1987                                               | Poma                                |
| Téléphérique de Notre-Dame d'Afrique   | Wilaya d'Alger           | Algérie     | Téléphérique               | 250 m    | 2 stations         |                           |                                 | | 1984                                               | Poma                                |
| Télécabine de Oued Koriche             | Wilaya d'Alger           | Algérie     | Télécabine débrayable      | 2 908 m  | 3 stations         | 1200 pphpd                |                                 | | 2014                                               |                                     |
| Télécabine de Bab El Oued              | Wilaya d'Alger           | Algérie     | Télécabine débrayable      | 2 025 m  | 3 stations         |                           |                                 | | 2019                                               | Poma                                |
| Aerovia Guayaquil-Duran                | Guayaquil                | Équateur    | Télécabine débrayable      | 4,1 km   | 4 stations         | 2600 pphpd                | 18 km/h                         | Relie Guayaquil à Durán séparée par le fleuve Rio Guayas                                                                                      | 2020                                               | Poma                                |
| Angels Flight                          | Los Angeles              | États-Unis  | Funiculaire                |          |                    |                           |                                 | | 1901                                               |                                     |
| Portland Aerial Tramway                | Portland                 | États-Unis  | Téléphérique               |          |                    |                           |                                 | Dénivelé | 2006                                               | Doppelmayr                          |
| Roosevelt Island Tramway               | New York                 | États-Unis  | Téléphérique à voie large  | 940 m    | 2 stations         | 1500 pphd                 | 28 km/h                         | Accès à une île | 1976 rénovation en 2010                            | Poma                                |
| Funiculaire de Montjuïc                | Barcelone                | Espagne     | Funiculaire                |          |                    | 8000 pphpd                | 36 km/h                         | Remontée mécanique possédant le plus gros débit au monde.                                                                                     | 1991                                               |                                     |
| Téléphérique du Port                   | Barcelone                | Espagne     | Téléphérique               |          |                    | 150 pphpd                 | 11 km/h                         | Traversée du vieux port de Barcelone. | 1931                                               | Bleichert & Zuegg                   |
| Funiculaire de Vallvidrera             | Barcelone                | Espagne     | Funiculaire                |          |                    | 2000 pphpd                | 18 km/h                         | Funiculaire entièrement automatique. | 1998                                               | Von Roll (Doppelmayr)               |
| Téléphérique de Montjuïc               | Barcelone                | Espagne     | Télécabine débrayable      | 752 m    |                    | 1200 pphpd                | 9 km/h                          | Télécabine en 3 stations. | 2007                                               | Leitner                             |
| Téléphérique du Salève                 | Annemasse                | France      | Téléphérique               |          | 1 station          |                           | Remplace l'ancien chemin de fer | |                                                    |                                     |
| Téléphérique de Brest                  | Brest                    | France      | Téléphérique               | 420 m    | 2 stations         | 1200pphd                  | 8,3 km/h                        | Traversée de la rivière Penfeld et de l'arsenal.                                                                                              | 19 novembre 2016                                   | BMF                                 |
| Téléphérique de Grenoble               | Grenoble                 | France      | Téléphérique télépulsé     | 700 m    | 2 stations         |                           | 21,6 km/h                       | Un des premiers téléphériques urbains. | 29 septembre 1934                                  | Poma                                |
| Funiculaire de Fourvière               | Lyon                     | France      | Funiculaire                | 427 m    | 2 stations         |                           | 12,8 km/h                       | | 6 septembre 1900 modernisations en 1970 et en 2018 | Première modernisation par Von Roll |
| Funiculaire de Saint-Just              | Lyon                     | France      | Funiculaire                | 783 m    | 3 stations         |                           | 14,7 km/h                       | Existe sous la forme d'un chemin de fer à crémaillère entre 1901 et 1958.                                                                     | 8 aoüt 1878 modernisations en 1901, 1958 et 1988   |                                     |
| Funiculaire de Montmartre              | Paris                    | France      | Funiculaire                | 108 m    | 2 stations         | 1300                      | 7,2 ou 12,6 km/h                | 2 000 000 voyageurs par an. | Juillet 1900                                       | Akros (Poma)                        |
| Funiculaire du Havre                   | Le Havre                 | France      | Funiculaire                | 343 m    | 2 stations         |                           | 7 km/h                          | | 1890                                               |                                     |
| Papang                                 | Saint-Denis (La Réunion) | France      | Télécabine débrayable      | 2,7 km   | 5 stations         | 1200 pphpd                | 18 km/h                         | Important dénivélé | 2022                                               | Poma                                |
| Téléphérique urbain sud de Toulouse    | Toulouse                 | France      | Télécabine débrayable 3S   | 3 000 m  | 3 stations         | 1500                      | 20 km/h                         | Franchissement du fleuve la Garonne et dénivelée (colline Pech-David)                                                                         | 2022                                               | Poma                                |
| Téléphérique de Observatoire           | Abastoumani              | Géorgie     | Téléphérique               | 815 m    | 2 stations         | 92 pphd                   | 12,2 km/h                       | | 1986                                               | Geospectrans                        |
| Télécabine Argo                        | Batoumi                  | Géorgie     | Télécabine débrayable      | 2 586 m  | 2 stations         | 500 pphpd                 | 18 km/h                         | | 16 août 2013                                       | Doppelmayr                          |
| Téléphérique Parc-Plateau              | Bordjomi                 | Géorgie     | Téléphérique               | 430 m    | 2 stations         | 500 pphd                  | 8,6 km/h                        | | 1963                                               | Sakgiproshakht                      |
| Téléphérique Khoulo-Tago               | Khoulo                   | Géorgie     | Téléphérique               | 1 719 m  | 2 stations         | 70 pphd                   | 12,9 km/h                       | Deuxième plus longue portée sans pylone en Europe entre les remontées mécaniques sans pylone, 280 mètres du niveau du sol deuxième en Europe. | 1986                                               | Geospectrans                        |
| Téléphérique de Koutaïssi              | Koutaïssi                | Géorgie     | Téléphérique               | 340 m    | 2 stations         | 240 pphd                  | 21,6 km/h                       | | 1961                                               | Sakgiproshakht                      |
| Téléphérique de Martvili               | Martvili                 | Géorgie     | Téléphérique               | 670 m    | 2 stations         | 160 pphd                  | 13,5 km/h                       | | 1985                                               | Geospectrans                        |
| Téléphérique de Nunisi                 | Nunisi                   | Géorgie     | Téléphérique               | 200 m    | 2 stations         | 300 pphd                  | 8 km/h                          | | 1975                                               | Sakgiproshakht                      |
| Téléphérique de Narikala               | Tbilissi                 | Géorgie     | Télécabine débrayable      | 508 m    | 2 stations         | 600 pphpd                 | 10,8 km/h                       | | 23 juin 2012                                       | Leitner                             |
| Funiculaire de Tbilissi                | Tbilissi                 | Géorgie     | Funiculaire                | 491 m    | 3 stations         | 750 pphpd                 | 10,8 km/h                       | | 27 mars 1905                                       | Société anonyme belge               |
| Téléphérique Universitee-Bagebi        | Tbilissi                 | Géorgie     | Téléphérique               | 340 m    | 2 stations         | 800 pphd                  | 10,5 km/h                       | De 2002 à 2018 hors service. Encore opérationnel après la rénovation complète. Garder le design original.                                     | 26 octobre 1982                                    | Geospectrans                        |
| Téléphérique Vake-Tortoise Lac         | Tbilissi                 | Géorgie     | Téléphérique               | 1 175 m  | 2 stations         | 430 pphd                  | 14,4 km/h                       | De 2009 à 2016 hors service. Encore opérationnel après la rénovation complète. Garder le design original.                                     | 01 may 1966                                        | Sakgiproshakht                      |
| Téléphérique Centre-Lejubani           | Tchiatoura               | Géorgie     | Téléphérique               | 845 m    | 2 stations         | 250                       | 21,6 km/h                       | | 19 août 2021                                       | Poma                                |
| Téléphérique Centre-Mukhadze           | Tchiatoura               | Géorgie     | Téléphérique               | 640 m    | 2 stations         | 300                       | 21,6 km/h                       | | 19 août 2021                                       | Poma                                |
| Téléphérique Centre-Naguti             | Tchiatoura               | Géorgie     | Téléphérique               | 1 081 m  | 2 stations         | 215                       | 21,6 km/h                       | | 19 août 2021                                       | Poma                                |
| Téléphérique Centre-Sanatorium         | Tchiatoura               | Géorgie     | Téléphérique               | 862 m    | 2 stations         | 215                       | 21,6 km/h                       | | 19 août 2021                                       | Poma                                |
| Téléphérique Tsopi-Avarioni            | Tchiatoura               | Géorgie     | Téléphérique               | 320 m    | 2 stations         | 180 pphd                  | 11 km/h                         | | 1971                                               | Sakgiproshakht                      |
| Téléphérique Avarioni-Itkhvisi         | Tchiatoura               | Géorgie     | Téléphérique               | 310 m    | 2 stations         | 180 pphd                  | 11 km/h                         | | 1957                                               | Sakgiproshakht                      |
| Téléphérique Bunikauri-Tabagrebi       | Tchiatoura               | Géorgie     | Téléphérique               | 382 m    | 2 stations         | 80 pphd                   | 11 km/h                         | | 1957                                               | Sakgiproshakht                      |
| Téléphérique Darkveti-Sareki           | Tchiatoura               | Géorgie     | Téléphérique               | 350 m    | 2 stations         | 45 pphd                   | 11 km/h                         | | 1962                                               | Sakgiproshakht                      |
| Téléphérique Itkhvisi                  | Tchiatoura               | Géorgie     | Téléphérique               | 554 m    | 2 stations         | 230 pphd                  | 18 km/h                         | | 1989                                               | Geospectrans                        |
| Téléphérique Itkhvisi-Darkveti         | Tchiatoura               | Géorgie     | Téléphérique               | 420 m    | 2 stations         | 70 pphd                   | 10 km/h                         | | 1949                                               | Sakgiproshakht                      |
| Téléphérique Mghvimevi-Chikaura-Sapari | Tchiatoura               | Géorgie     | Téléphérique               | 500 m    | 2 stations         | 250 pphd                  | 10,8 km/h                       | | 1969                                               | Sakgiproshakht                      |
| Téléphérique Perevisa                  | Tchiatoura               | Géorgie     | Téléphérique               | 526 m    | 2 stations         | 80 pphd                   | 10,8 km/h                       | | 1953                                               | Sakgiproshakht                      |
| Téléphérique Sashevardno               | Tchiatoura               | Géorgie     | Téléphérique               | 250 m    | 2 stations         | 180 pphd                  | 10,08 km/h                      | | 1966                                               | Sakgiproshakht                      |
| Téléphérique Tsinsopeli                | Tchiatoura               | Géorgie     | Téléphérique               | 393 m    | 2 stations         | 80 pphd                   | 10,08 km/h                      | | 1985                                               | Sakgiproshakht                      |
| Funiculaire Pfaffenthal-Kirchberg      | Luxembourg (ville)       | Luxembourg  | Funiculaire                | 200 m    | 2 stations         | 3600 pphd                 | 25,2 km/h                       | Funiculaire composé de deux lignes parallèles pour absorber le flux en heures de pointe.                                                      | 10 décembre 2017                                   | Garaventa                           |
| Télécabine de Nijni-Novgorod           | Nijni Novgorod           | Russie      | Télécabine débrayable      | 3,66 km  | 2 stations         | 500 pphd                  | 18 km/h                         | Télécabine permettant de relier deux villes séparées par la Volga.                                                                            | 9 février 2012                                     | Poma                                |
| Funiculaire de Fribourg                | Fribourg                 | Suisse      | Funiculaire                | 121 m    | 2 stations         |                           | 4,3 km/h                        | Fonctionne grâce aux eaux usées de la ville.                                                                                                  | Janvier 1899                                       | Von Roll                            |
| Fun'ambule                             | Neuchâtel                | Suisse      | Funiculaire                | 330 m    | 2 stations         |                           | 28,8 km/h                       | | 27 avril 2001                                      | Garaventa                           |
| Funiculaire Lugano-Ville – Lugano-Gare | Lugano                   | Suisse      | Funiculaire                | 220 m    | 2 stations         |                           | 10,8 km/h                       | | 1886                                               | Doppelmayr, Von Roll                |
| Polybahn                               | Zurich                   | Suisse      | Funiculaire                | 176 m    | 2 stations         |                           | 9 km/h                          | | 1889                                               |                                     |
| Emirates Air Line                      | Londres                  | Royaume-Uni | Télécabine débrayable      | 1,1 km   | 2 stations         |                           |                                 | Télécabine franchissant la Tamise. | 28 juin 2012                                       | Doppelmayr                          |
| Télécabine de Maokong                  | Taipei                   | Taïwan      | Télécabine débrayable      | 4,3 km   | 3 stations         |                           |                                 | Télécabine reliant Taipei Zoo et Maokong. | 4 juillet 2007                                     | Poma                                |
| Transport hectométrique de Naples      | Naples                   | Italie      | Funiculaire                |          |                    |                           |                                 | |                                                    |                                     |
| Funiculaires de Valparaíso             | Valparaíso               | Chili       | Funiculaire                |          |                    |                           |                                 | |                                                    |                                     |
| Budavári Sikló                         | Budapest                 | Hongrie     | Funiculaire                | 0,95 km  | 2 stations         |                           |                                 | | 1870                                               |                                     |
| Libegő                                 | Budapest                 | Hongrie     | Téléphérique               | 1,04 km  | 2 stations         |                           |                                 | | 1969                                               |                                     |
| Yokohama Air Cabin                     | Yokohama                 | Japon       | Télécabine débrayable      | 630 m    | 2 stations         |                           | 7,5 km/h                        | | 22 avril 2021                                      | Nippon Cable (en)                   |
| Yomiuriland Sky suttle (ja)            | Tokyo - Kawasaki         | Japon       | Télécabine débrayable      | 883 m    | 2 stations         |                           | 18 km/h                         | | 1999                                               | Kashiyama (ja)                      |
| Cablebús Línea 1                       | Mexico                   | Mexique     | Télécabine débrayable      | 9,2 km   | 6 stations         |                           | 21,6 km/h                       | | 2021                                               | Doppelmayr                          |
| Cablebús Línea 2                       | Mexico                   | Mexique     | Télécabine débrayable      | 10,55 km | 7 stations         |                           | 21,6 km/h                       | | 2021                                               | Leitner                             |

Les deux principaux constructeurs actuels sont les groupes Leitner-Poma et Doppelmayr-Garaventa.

## Anciennes installations
| Nom                                | Ville    | Pays     | Type         | Longueur | Nombre de stations | Capacité | Vitesse   | Particularités                                                                                              | Années                             |
| ---------------------------------- | -------- | -------- | ------------ | -------- | ------------------ | -------- | --------- | --- | ---------------------------------- |
| Téléphérique de Namur              | Namur    | Belgique | Téléphérique | 2,2 km   |                    |          |           | Traversée de rivière réinstallé et rouvert en 2021.                                                         | 31 mars 1957 - 25 mars 1997        |
| Funiculaire de Bregille            | Besançon | France   | Funiculaire  | 423 m    | 2                  |          | 8 km/h    | | 1912-1987                          |
| Funiculaire de Bellevue            | Meudon   | France   | Funiculaire  | 183 m    | 2                  |          |           | | 1893-1934                          |
| Funiculaire de Croix-Paquet        | Lyon     | France   | Funiculaire  | 474 m    | 2                  |          |           | Transformée au début des années 1970 pour devenir la ligne C du métro de Lyon en 1974                       | 13 avril 1891 - 2 juillet 1972     |
| Funiculaire de la rue Terme        | Lyon     | France   | Funiculaire  | 489 m    | 2                  |          |           | Premier funiculaire urbain du monde. Reconverti en tunnel routier.                                          | 3 juin 1862 - 31 décembre 1967     |
| Funiculaire Saint-Paul - Fourvière | Lyon     | France   | Funiculaire  | 514 m    | 2                  |          |           | | 6 décembre 1900 - 25 décembre 1937 |
| Funiculaire de la Cure d'Air       | Nancy    | France   | Funiculaire  |          |                    |          |           | | 1905-1914                          |
| Funiculaire de Pau                 | Pau      | France   | Funiculaire  |          |                    |          |           | | 1908-1970                          |
| Poma 2000 de Laon                  | Laon     | France   | Funiculaire  | 1,479 km | 3                  |          | 35 km/h   | Dénivelé 96 m                                                                                               | 1989-2016                          |
| Tramway funiculaire de Belleville  | Paris    | France   | Funiculaire  | 2,044 km | 6                  |          | 12,6 km/h | Dénivelé 63 m                                                                                               | 1891-1924                          |
| Funiculaire Lausanne-Ouchy         | Lausanne | Suisse   | Funiculaire  | 1,482 km | 5                  |          | 14,4 km/h | Transformé en chemin de fer à crémaillère de 1954 à 2005, puis en métro automatique depuis 2008 (actuel M2) | 1877-1958                          |

## Projets
| Nom                                                                | Ville                                                            | Pays    | Type                  | Longueur | Nombre de stations | Capacité | Vitesse   | Particularités                                                                          | Année     | Constructeur |
| ------------------------------------------------------------------ | ---------------------------------------------------------------- | ------- | --------------------- | -------- | ------------------ | -------- | --------- | --------------------------------------------------------------------------------------- | --------- | ------------ |
| Télécabine Haïfa                                                   | Haïfa                                                            | Israël  | Télécabine débrayable | 4,4 km   | 6 stations         | 3000     | 18 km/h   |                                                                                         | 2021      | Doppelmayr   |
| Câble 1                                                            | Créteil – Valenton – Limeil-Brévannes – Villeneuve-Saint-Georges | France  | Télécabine débrayable | 5,4 km   | 5 stations         |          | 22 km/h   | Franchissement d'une ligne ferroviaire et d'une route nationale                         | 2024-2026 | Doppelmayr   |
| Téléphérique de Bagnolet                                           | Bagnolet                                                         | France  | Téléphérique          | 2,2 km   | 2 stations         |          | 40 km/h   | Dénivelé                                                                                | en pause  |              |
| Télécabine Interives                                               | Fleury-les-Aubrais                                               | France  | Télécabine            | 0,4 km   | 2 stations         |          | 18 km/h   | Franchissement d'un faisceau ferroviaire                                                | Abandon   | Poma         |
| Métrocâble de Grenoble,                                            | Fontaine – Sassenage – Grenoble – Saint-Martin-le-Vinoux         | France  | Télécabine débrayable | 3,7 km   | 4 ou 5 stations    | 3000     | 18 km/h   | Liaison transversale franchissant deux rivières, une autoroute et une ligne ferroviaire | 2024      | Poma         |
| Téléphérique de Thiers                                             | Thiers                                                           | France  | Téléphérique          | 0,75 km  | 2 stations         |          |           | Dénivelé et franchissement de la Durolle                                                | Abandon   |              |
| Télécabine Rustaveli-Mtatsminda                                    | Tbilissi                                                         | Géorgie | Télécabine débrayable | 892 m    | 2 stations         | 1200     | 18 km/h   | Utilisant la station inférieure originale et l'ancien téléphérique va-et-vient de 1958. | 2022      | Doppelmayr   |
| Télécabine Place de la Liberte-Sololaki                            | Tbilissi                                                         | Géorgie | Télécabine débrayable | 1 300 m  | 2 stations         |          | 18 km/h   | Gare inférieure au sommet de l'hôtel. Pylon 2: 84 m                                     | 2022      | Doppelmayr   |
| Télécabine Sololaki-Tabori                                         | Tbilissi                                                         | Géorgie | Télécabine débrayable | 800 m    | 2 stations         |          | 18 km/h   |                                                                                         | 2022      | Doppelmayr   |
| Télécabine Sarajishvili-Zghvisubani                                | Tbilissi                                                         | Géorgie | Télécabine débrayable | 2 600 m  | 4 stations         | 2000     | 21,6 km/h |                                                                                         | 2025      |              |
| Télécabine Isani-Metromsheni-Vazisubani                            | Tbilissi                                                         | Géorgie | Télécabine débrayable | 3 000 m  | 5 stations         | 3000     | 21,6 km/h |                                                                                         | 2025      |              |
| Mexicable Línea 2                                                  | Mexico                                                           | Mexique | Télécabine débrayable | 8,4 km   | 6 stations         |          | 21,6 km/h |                                                                                         | 2022      | Leitner      |
| Téléphérique entre la gare de Vitrolles et l'aéroport de Marseille | Vitrolles Marignane                                              | France  | Funitel               | 1 000 m  | 3 stations         | 1200     | 10 km/h   |                                                                                         | 2029      |              |

## Technologie
Il existe de nombreuses variantes de transport par câbles, les éléments distinctifs principaux étant :
- Le câble tracteur sert-il aussi de câble porteur ?
- La cabine est-elle débrayable ?
- Y a-t-il un ou deux câble(s) porteurs(s) ?

Avoir des cabines débrayables permet de les ralentir indépendamment de la vitesse du câble, voire de les accoupler sur une autre ligne. Ceci permet aussi d'avoir des arrêts à des stations intermédiaires, ainsi que d'envoyer facilement une ou plusieurs cabines en entretien.
Avoir un câble porteur et un ou plusieurs câbles porteurs séparés permet d'augmenter la vitesse en ligne, d'augmenter la longueur des portées entre pylônes réalisable et aussi d'augmenter la stabilité au vent.

## Enjeux sociétaux
Les milieux urbains doivent affronter les enjeux de mobilité durable. Le transport urbain par câble représente l'opportunité d’élargir leur offre de transports en commun. En effet, le transport urbain par câble est le moyen de transport collectif ayant le moins d’emprise au sol. Ainsi, dans le contexte de prix de l’immobilier élevés en zone urbaine, gagner en verticalité permet d’éviter la congestion urbaine, et libère ainsi de l’espace pour les mobilités douces (piétons, cyclistes) ou les transports terrestres.
Par ailleurs, le transport urbain par câble répond à un besoin de désenclavement de zones souvent marginalisées car séparées du cœur de la ville par des obstacles tels que les fleuves. Ainsi, ce modèle de mobilité est vecteur de mixité sociale. En effet, ce mode de déplacement permet de « connecter directement les habitants aux gisements d’emplois ». Les zones reculées et historiquement marginalisées se trouvent ainsi liées au centre. Le transport urbain par câble est une « opportunité d'accès et d’intégration » à ces territoires, ce qui « renforce la cohésion sociale à l’échelle métropolitaine ».
Ces installations représentent également un attrait touristique pour les villes, car le transport urbain par câble offre des points de vue sur les villes. Néanmoins, il y a un fort enjeu esthétique pour respecter des contraintes de beauté architecturale.
De plus, les habitants à proximité de ces installations ont des craintes sur les nuisances apportées par le transport urbain par câble. En effet, ils craignent des nuisances sonores et visuelles, perçues comme une dégradation de leurs conditions de vie. Cependant, les défenseurs de ces projets rappellent que se trouver à proximité d’un transport public peut faire augmenter la valeur de leur bien immobilier.
Enfin, sur le plan anthropologique, l’humain passe d’un déplacement enterré, avec les métros pour s’élever en verticalité et tutoyer le ciel : il pense la ville verticalement.